# Libanoconis fadiacra
Libanoconis fadiacra is een insect uit de familie van de dwerggaasvliegen (Coniopterygidae), die tot de orde netvleugeligen (Neuroptera) behoort. 
De wetenschappelijke naam Libanoconis fadiacra is voor het eerst geldig gepubliceerd door Whalley in 1980.